# Jezioro Obłęskie
Jezioro Obłęskie (kaszb. Jezoro Òblëżcczé, niem. Woblanser See) – przepływowe jezioro wytopiskowe położone na Wysoczyźnie Polanowskiej na obszarze Puszczy Korzybskiej. Poprzez małą strugę akwen jeziora jest połączony z dorzeczem rzeki Wieprzy.
Powierzchnia całkowita: 62,4 ha.